# Medasina heliomena
Medasina heliomena är en fjärilsart som beskrevs av Eugen Wehrli 1941. Medasina heliomena ingår i släktet Medasina och familjen mätare. Inga underarter finns listade i Catalogue of Life.